# Disgenesia gonadal XX

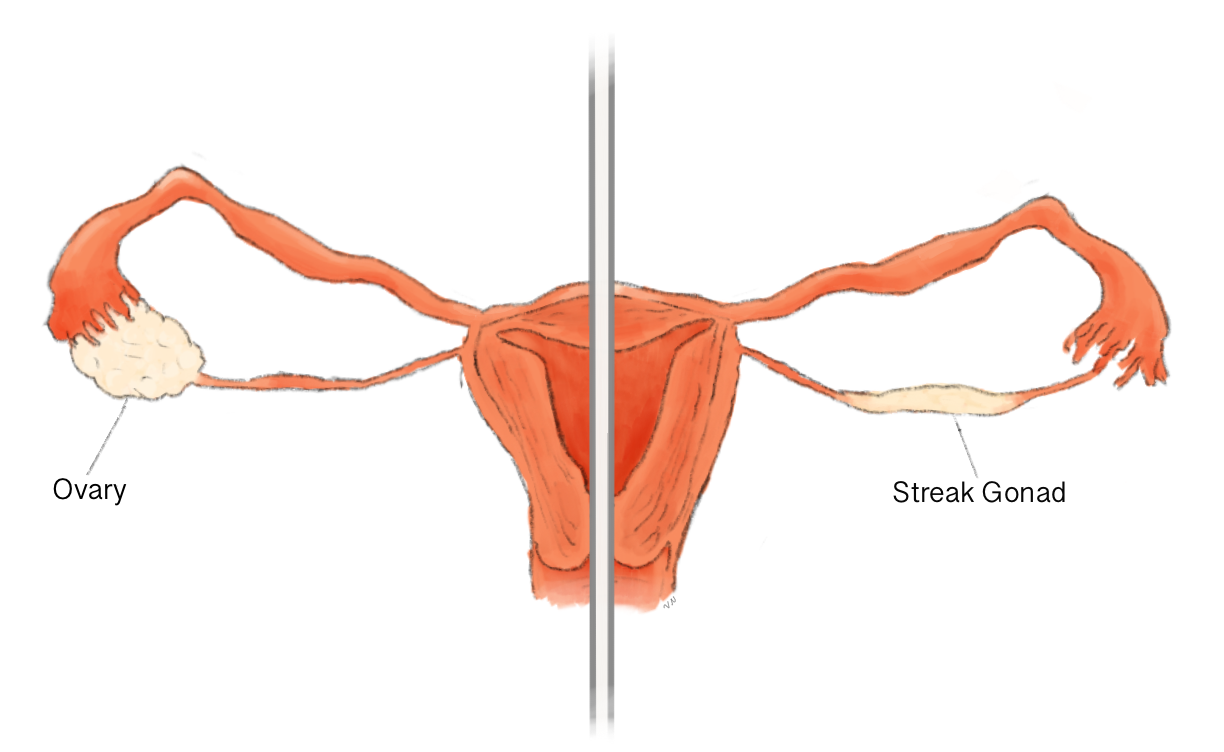
Ovário (esquerda) e gónada disgénica fibrosa (direita).

Disgenesia gonadal XX, também chamada disgenesia ovárica XX ou, em algumas apresentações,
síndrome de Perrault, é um tipo de hipogonadismo feminino em que os ovários não conseguem funcionar e não conseguem induzir a puberdade numa pessoa que nasceu mulher com um cariótipo 46,XX. Os indivíduos com disgenesia gonadal XX apresentam genitais externos de aspeto normal, bem como estruturas müllerianas (por exemplo, colo do útero, vagina e útero). Devido à presença de ovários malformados, muito pequenos ou não funcionais (ovários subdesenvolvidos, pequenos e repletos de tecido fibroso), o individuo ten niveis baixos de estrogénios (hipoestrogénicos) e altos de hormona estimulante dos folículos (FSH) e hormona luteinizante (LH), hormonas que ciclan no sistema reprodutor feminino. Como resultado, o diagnóstico ocorre geralmente após um exame clínico, que sugere sinais tardios de puberdade ou amenorreia. O tratamento consiste geralmente em terapia de reposição hormonal com estrogénio e progesterona.

## Apresentação
Sinais e sintomas
Os indivíduos com disgenesia gonadal XX parecem ser mulheres fenotípicas com genitais internos e externos normais, mas com gónadas fibrosas disgénicas bilaterais e estatura normal. O diagnóstico ocorre geralmente na adolescência devido ao atraso puberal ou amenorreia. Alguns indivíduos podem apresentar algum desenvolvimento da mamas, amenorreia secundária ou folículos ováricos em vez dos ovários hipoplásicos disgénicos esperados nesta síndrome.
Foram notificados casos com outras características associadas a perda auditiva neurossensorial (por exemplo, síndrome de Perrault), anomalias neurológicas, doença renal, síndromes de malformação (um grupo de defeitos congénitos), clitoromegalia ou ataxia cerebelosa.

### Condições relacionadas
O termo "disgenesia gonadal pura" (DGP) é utilizado para a diferenciar da disgenesia gonadal relacionada com a síndrome de Turner. A síndrome de Turner ocorre devido à ausência parcial ou completa de um dos cromossomas X, resultando num cariótipo 45,X0 ou 45,X. Algumas características associadas incluem baixa estatura, tórax largo em escudo, pregas no pescoço, insuficiência ovárica prematura e anomalias cardíacas e renais. As pessoas com disgenesia gonadal XX geralmente não apresentam as características acima referidas, para além da insuficiência ovárica primária.
Por outro lado, na DGP, o conjunto cromossómico é 46,XX ou 46,XY. Assim, a disgenesia gonadal XX é também designada por DGP, 46 XX. Quanto à disgenesia gonadal XY, é conhecida por DGP, 46,XY ou síndrome de Swyer. Os doentes com DGP apresentam um conjunto cromossómico normal, mas podem apresentar alterações genéticas localizadas. A disgenesia gonadal XX está relacionada com a síndrome de Swyer, uma vez que ambas as condições apresentam o mesmo fenótipo e problemas clínicos; no entanto, na síndrome de Swyer, o cariótipo é 46,XY. A gonadectomia é recomendada em indivíduos com síndrome de Swyer devido ao risco de tumores malignos devido ao mosaicismo no cromossoma Y.
A disxenesia gonadal foi tamén relacionada con outras síndromes como a síndrome de tumor-aniridia-Wilms (a síndrome WAGR). Como indica o seu nome, os individuos con esta síndrome teñen un tumor de Wilms (tipo de cancro renal), aniridia (ausencia parcial ou completa do iris), anormalidades xenitourinarias, así como un atraso no desenvolvemento. A disxenesia gonadal tamén observa-se na síndrome de Denys-Drash (afeta os rins e os genitais) e síndrome de Maouf (afeta o coração, os genitais e os ossos).